# Turniej o Srebrny Kask 2009
Turniej o Srebrny Kask 2009 – rozegrany w sezonie 2009 turniej żużlowy z cyklu rozgrywek o „Srebrny Kask”, w którym mogli uczestniczyć zawodnicy do 21. roku życia. W rozegranym w Rzeszowie finale zwyciężył Grzegorz Zengota. Drugi był Maciej Janowski, a trzecie miejsce zajął Sławomir Musielak.

## Finał
- 25 września 2009 r. (piątek), Częstochowa

| Msc. | Zawodnik            | Klub                  | Pkt  |              |  |
| ---- | ------------------- | --------------------- | ---- | ------------ |  |
| 1    | Grzegorz Zengota    | Falubaz Zielona Góra  | 14   | (3,2,3,3,3)  |  |
| 2    | Maciej Janowski     | WTS Wrocław           | 12+3 | (2,3,3,3,1)  |  |
| 3    | Sławomir Musielak   | Unia Leszno           | 12+2 | (2,3,2,3,2)  |  |
| 4    | Dawid Lampart       | Stal Rzeszów          | 11   | (1,3,2,2,3)  |  |
| 5    | Patryk Dudek        | Falubaz Zielona Góra  | 10   | (0,2,3,2,3)  |  |
| 6    | Szymon Kiełbasa     | Unia Tarnów           | 10   | (3,3,2,2,w)  |  |
| 7    | Artur Mroczka       | GTŻ Grudziądz         | 9    | (3,1,2,0,3)  |  |
| 8    | Sławomir Pyszny     | RKM Rybnik            | 8    | (2,1,0,3,2)  |  |
| 9    | Paweł Zmarzlik      | Stal Gorzów Wlkp.     | 6    | (1,1,3,1,0)  |  |
| 10   | Mateusz Szostek     | Stal Rzeszów          | 6    | (3,1,w,1,1)  |  |
| 11   | Borys Miturski      | Włókniarz Częstochowa | 5    | (d,0,1,2,2)  |  |
| 12   | Michał Mitko        | RKM Rybnik            | 4    | (2,0,d,0,2)  |  |
| 13   | Marcin Piekarski    | Włókniarz Częstochowa | 4    | (0,2,1,1,w)  |  |
| 14   | Rafał Fleger        | RKM Rybnik            | 4    | (w,2,1,d,ns) |  |
| 15   | Damian Sperz        | Wybrzeże Gdańsk       | 3    | (1,0,1,1,w)  |  |
| 16   | Maciej Piaszczyński | Orzeł Łódź            | 1    | (1,0,0,-,-)  |  |
|      | rez. Damian Celmer  | KS Toruń              | 0    | (d,w)        |  |
|      | Przemysław Pawlicki | Unia Leszno           |      |              |  |